# Seye Ogunlewe
Adeseye Akinola Ogunlewe  dit Seye Ogunlewe (né le 30 août 1991 à Lagos) un athlète nigérian, spécialiste du sprint.
Il est finaliste du 100 m et du relais 4 x 100 lors des Jeux africains de 2015. Il remporte les Championnats nationaux en 2015 et 2016. Ces derniers avec un record personnel de 10 s 12 (0.0) à Sapele (NGR), le 8 juillet 2016, ce qui le qualifie pour les Jeux olympiques.